# 三恵書房
有限会社三恵書房（さんけいしょぼう）は、東京都千代田区飯田橋に所在する日本の出版社。教科書や実用書を発行する出版社「三恵社」との関連性は特に無い。

## 概要
1968年設立。かつての所在地は「東京都千代田区富士見2丁目2番14号 森山ビル」となっていたが、2006年4月17日より事務所移転し、現在に至る。
主に宝くじ、競馬・競輪・競艇、パチンコ・パチスロなどのギャンブルに関する出版を行っている。また、かつてはポケットコンピュータの販売も行っていたが、現在は行っていない。一方のインターネットでは、「三恵書房ギャンブルネット」という月額2000円で競馬・競輪・競艇などの予想を見ることができるサービスを行っている。
2024年8月5日、出版に関する事業を停止し、全ての書籍が絶版となった。但し、ギャンブルネットは事業停止以降も情報更新を続けていることから、破産手続き・清算等はしておらず、法人自体は存続している模様である。

## 出版物

### 書籍
- 宝くじ、競馬・競輪・競艇、パチンコ・パチスロなどのギャンブルに関する書籍
- 実用書
- 電子書籍

### その他
- ポケットコンピュータ ※販売終了